# آب‌قاشقی
گیاه بشقابی یا سنتلا آسیاتیکا یا قَدَحِ مَریَم یا گوتوکولا (به انگلیسی: Gotu kola) (نام علمی: Centella asiatica) یک گیاه علفی یک‌ساله از تیرهٔ چتریان است.
آب بشقابی گیاهی پایا، رونده، کرکینه‌پوش، نیمه‌آبزی و در محل بندها ریشه‌زا است.
این گیاه بومی استرالیا، جزیره‌های اقیانوس آرام، گینه نو، ملانزی، مالزی و آسیا است.
از آب‌قاشقی در پزشکی سنتی چینی و درمان آیورودی استفاده می‌شود. برای این گیاه معتقد به خاصیت ضدبارداری هستند.
در سری‌لانکا این گیاه را به عنوان سبزی خوردن استفاده می‌کنند.
این گیاه در ایران در منطقه تالاب انزلی به صورت وحشی پراکنش دارد.
برگ این گیاه شبیه به دو نیمکره مغز است.